# Palmira Borràs de Coll
Palmira Borràs i Serrat (Barcelona, 31 de desembre de 1847 - 11 de febrer de 1929) va ser una pintora catalana.

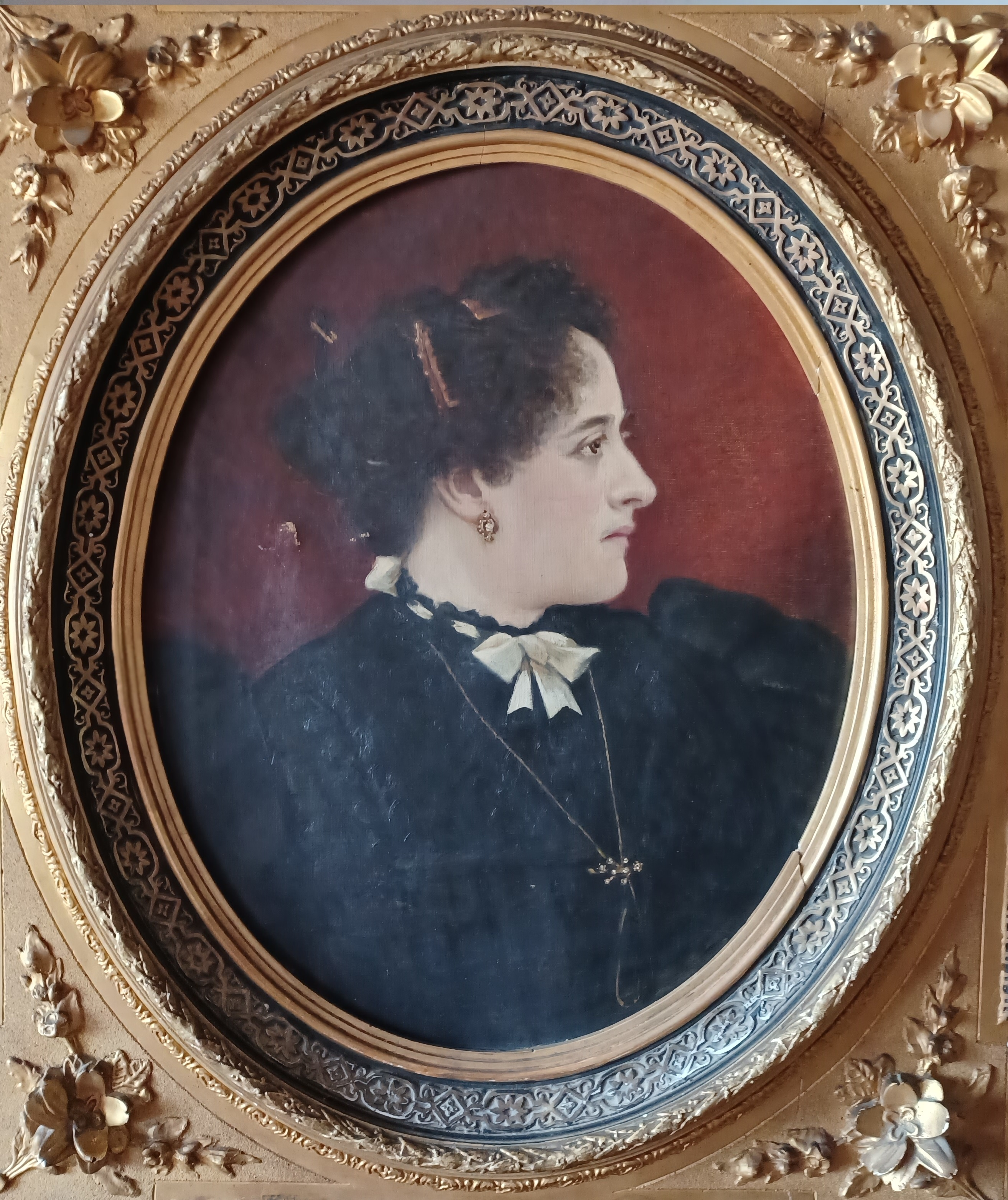
Retrato por Palmira Borrás de Coll

Natural de Barcelona. Filla de Frederic Borras fuster d'ofici i d'Antònia Serrat. Va estar casada amb l'impressor Rafael Coll i Remedios, que la va sobreviure i va morir el 1931.
Deixebla del pintor Josep Teixidor, sembla que va ser una artista amb prou activitat que va exercir com a professora de pintura. El 1868 va participar en l'Exposició d'Objectes d'Art de Barcelona, amb un retrat i un fruiter a l'oli. Entre 1868 i 1870 va exposar uns retrats a l'oli a la botiga de marcs, daurats i estampes Monter del carrer dels Escudellers. Posteriorment, va ser premiada pels seus treballs a les exposicions celebrades a Barcelona el 1871 i en les posteriors. Així, va prendre part en l'Exposició d'Agricultura, Indústria i Belles Arts que aquell any es va fer en el nou edifici de la Universitat de Barcelona, amb cinc retrats. Va ser coneguda pel seu retrat d'Emilio Castelar. També consta entre els participants de les mostres que als anys setanta del segle xix organitzava la Societat per a Exposicions de Belles Arts de Barcelona, com la del 1874, en les quals únicament hi figuren vuit pintores: Ramona Banquells, Elionor Carreras, Teresa Castells, Júlia Deix, Pilar Menacho, Emilia Prat i Anna Verdier. El 1875 apareix citada i qualificada d'artista notable en una crònica del cubà José Martí, mentre aquest vivia exiliat, que va veure uns quadres de l'artista a una exposició a Madrid. També hi ha notícia que l'agost de 1891 va exposar al Cercle Republicà Històric, que estava al carrer de Fontanella de Barcelona, un conjunt de pintures, així com de pintura a l'oli aplicada sobre diversos suports com coixins, làmines i fotografies. Va morir el 1929.